# Монако на літніх Олімпійських іграх 1996
Монако на літніх Олімпійських іграх 1996 було представлене 3 спортсменами у 3 видах спорту.

## Склад збірної

### Стрілянина
- Фаб'єн Пасетті

За підсумками змагань посіла 39 місце.

### Дзюдо
- Тьєррі Ватрікан

зайняла 17 місце.

### Плавання
- Крістоф Вердіно

На дистанції 100 метрів брасом став 36-м.
На дистанції 200 метрів брасом став 28-м.